# Felix von Hartmann
Felix von Hartmann (Münster, 15 dicembre 1851 – Colonia, 11 novembre 1919) è stato un cardinale e arcivescovo cattolico tedesco.

## Biografia
Papa Pio X lo elevò al rango di cardinale nel concistoro del 25 maggio 1914.

## Genealogia episcopale e successione apostolica
La genealogia episcopale è:
- Cardinale Scipione Rebiba
- Cardinale Giulio Antonio Santori
- Cardinale Girolamo Bernerio, O.P.
- Arcivescovo Galeazzo Sanvitale
- Cardinale Ludovico Ludovisi
- Cardinale Luigi Caetani
- Cardinale Ulderico Carpegna
- Cardinale Paluzzo Paluzzi Altieri degli Albertoni
- Papa Benedetto XIII
- Papa Benedetto XIV
- Papa Clemente XIII
- Cardinale Giovanni Carlo Boschi
- Cardinale Bartolomeo Pacca
- Cardinale Francesco Serra Cassano
- Arcivescovo Joseph Maria Johann Nepomuk von Fraunberg
- Cardinale Johannes von Geissel
- Vescovo Eduard Jakob Wedekin
- Cardinale Paul Ludolf Melchers, S.I.
- Cardinale Philipp Krementz
- Cardinale Anton Hubert Fischer
- Cardinale Felix von Hartmann

La successione apostolica è:
- Arcivescovo Johannes Poggenburg (1913)
- Vescovo Heinrich Joeppen (1914)
- Vescovo Franz Wolf, S.V.D. (1914)
- Vescovo Peter Joseph Lausberg (1914)
- Cardinale Edmund Dalbor (1915)
- Vescovo Paweł Antoni Jedzink (1915)